# San Antonio de Itatí
San Antonio de Itatí es una ciudad argentina, cabecera del departamento Berón de Astrada, provincia de Corrientes. Se encuentra a 151 kilómetros de la ciudad de Corrientes.

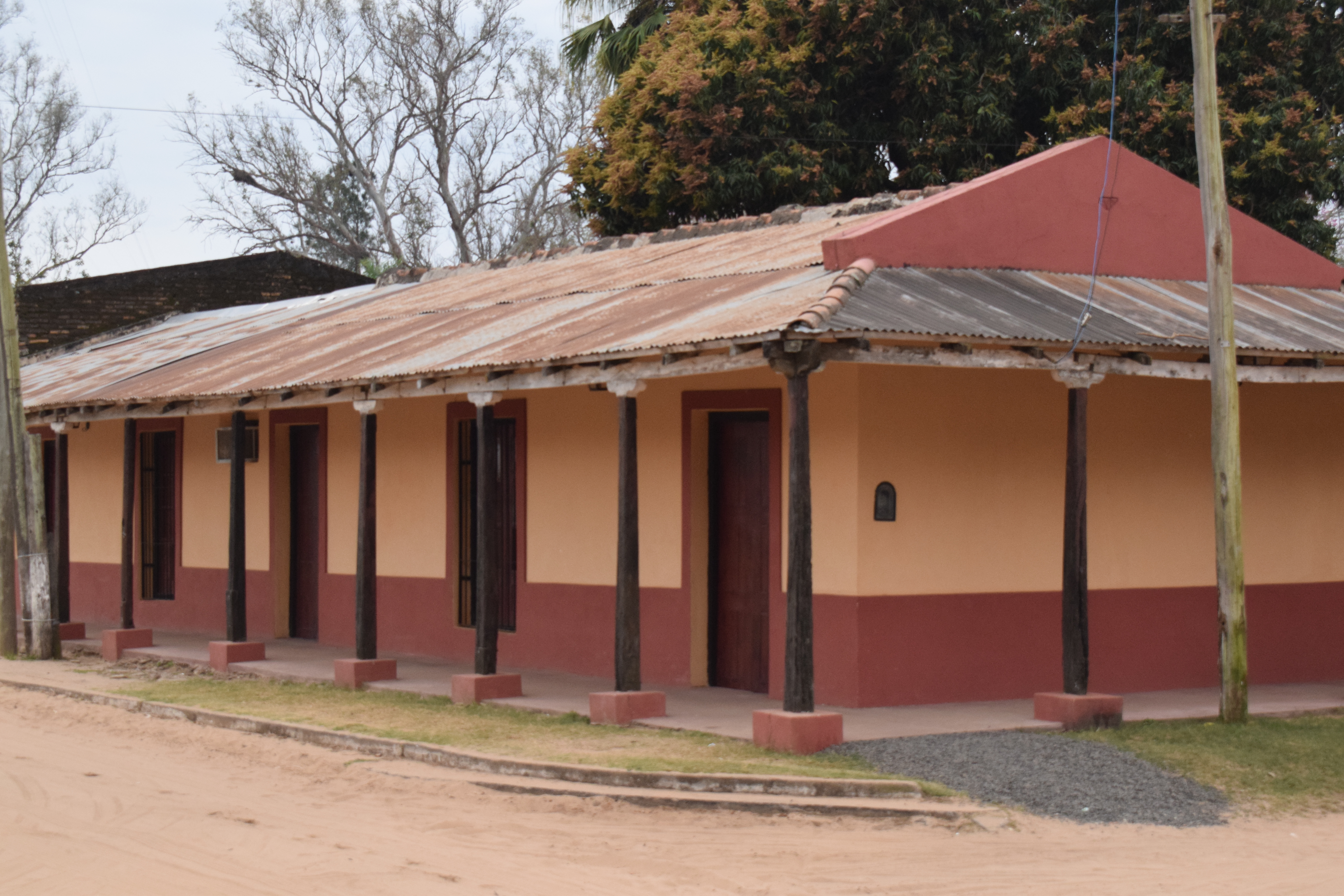
Casa de galerías con arquitectura típica colonial, ubicada en la esquina de calles 25 de Mayo e Itatí de la ciudad de Berón de Astrada.

En 1910 fue nombrada como Berón de Astrada, tal cual aún se la conoce, pero en 2013 una ley provincial restituyó el nombre original de San Antonio de Itatí. El municipio incluye las islas Caygüé, Dos Hermanas, y Entre Ríos.

## Límites y Vías de comunicación
San Antonio de Itatí limita al norte con Ruta Nacional 12 a través de un acceso asfaltado de 10 kilómetros; al sur con la localidad de Caá Catí a través de la ruta provincial 5 (no asfaltada) y empalme con ruta provincial 13; al oeste con los Esteros del Iberá; al noroeste con Yahapé; y al noreste con Itá Ibaté.

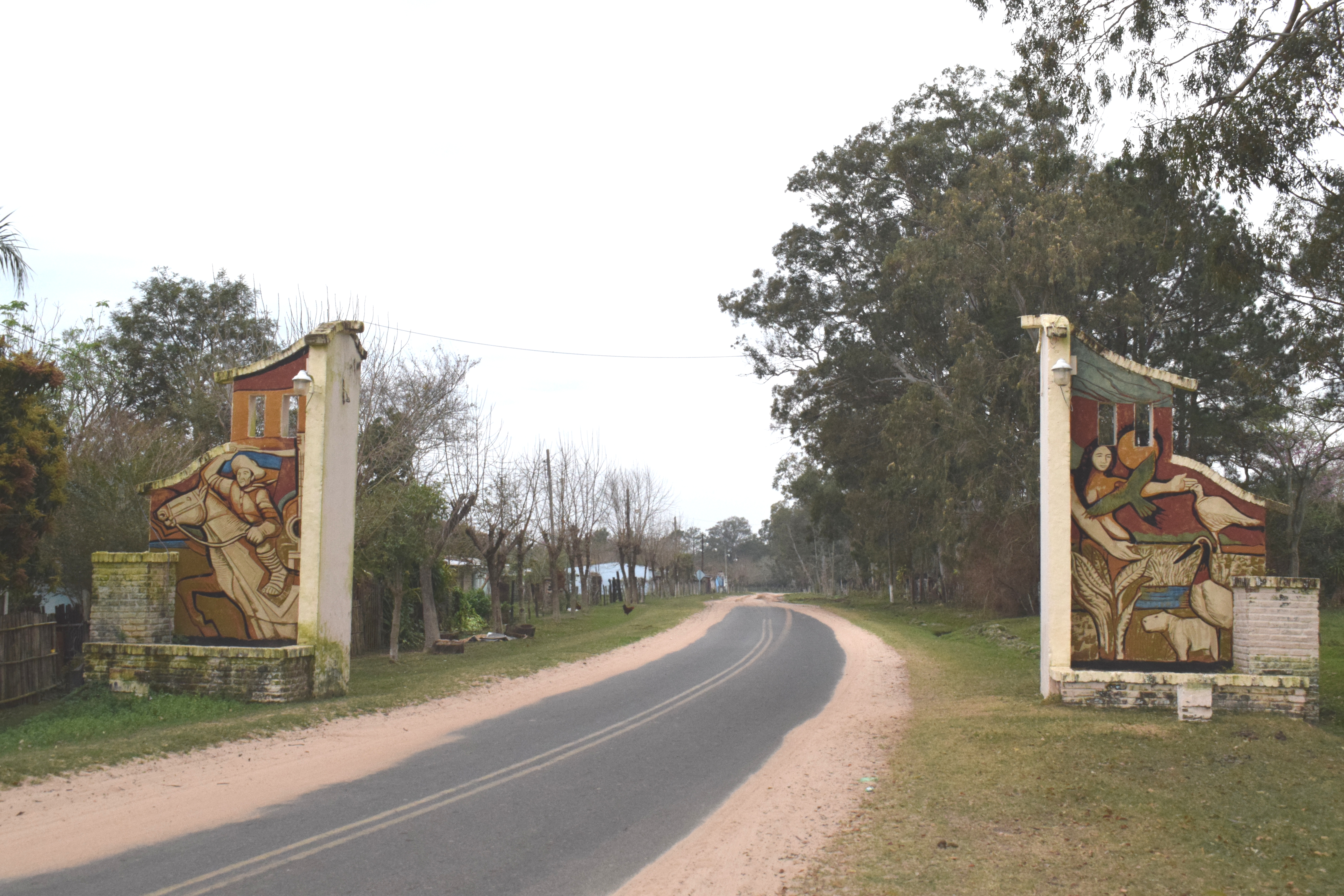
Pórtico de entrada a la ciudad de Berón de Astrada.

## Historia
Originalmente la zona de Berón de Astrada se hallaba en la jurisdicción del curato de Itatí, existiendo en el lugar una estancia. Posteriormente, el departamento Itatí se subdividió dando origen al departamento de San Antonio de Itatí, nombre que luego sería cambiado al actual de Berón de Astrada.

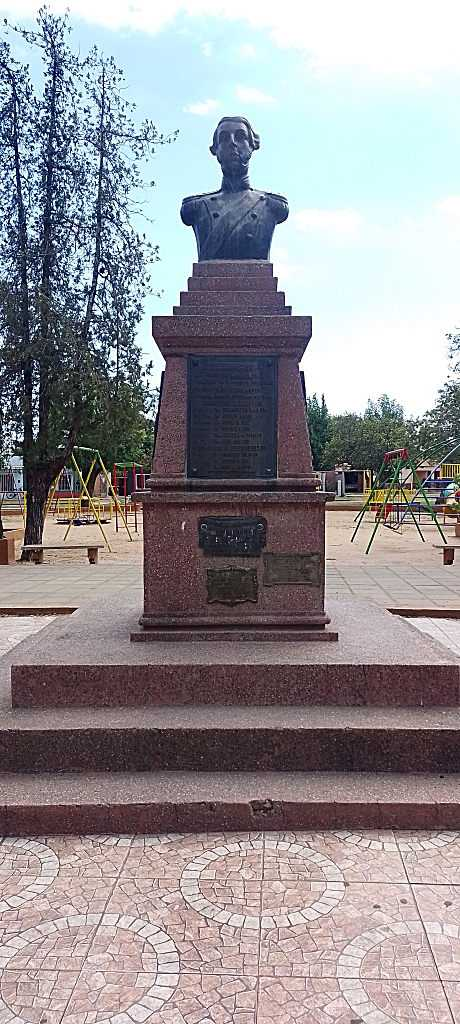
Busto de Berón de Astrada en la plaza del pueblo

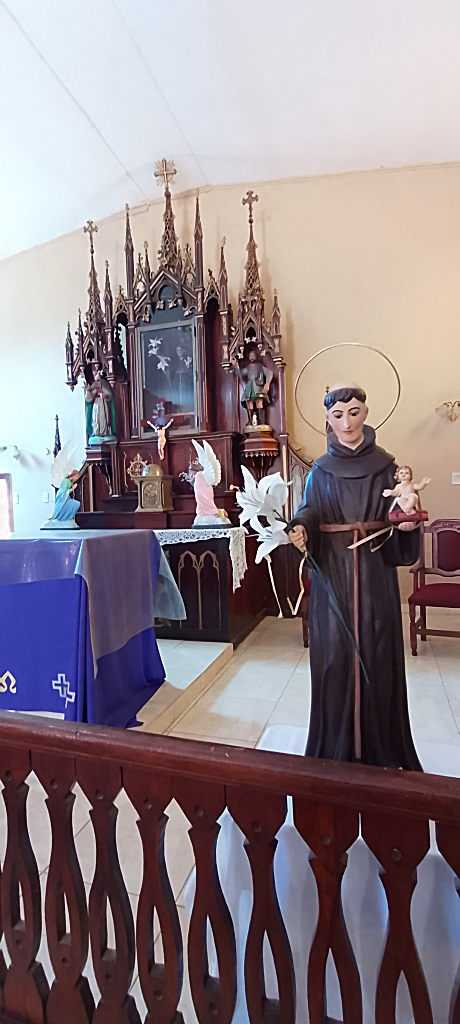
Altar dedicado a San Antonio de Padua, en la parroquia del pueblo

El nombre de San Antonio de Itatí, se debía a la advocación al lugar tanto de San Antonio de Padua como a la Virgen de Itatí, siendo el sacerdote franciscano, Pedro Bernardo Sánchez el fundador. Por ley del 20 de mayo de 1910 se nombró tanto a la ciudad cabecera como al departamento como Berón de Astrada, en homenaje al militar y político correntino Genaro Berón de Astrada. 
La restitución del nombre original al pueblo llegó en 2013, cuando la Legislatura Provincial sancionó la ley 6255, conservando el de Berón de Astrada para el departamento.

## Población
Cuenta con 1 411 habitantes (Indec, 2010), lo que representa un incremento del 4,4% frente a los 1 351 habitantes (Indec, 2001) del censo anterior.

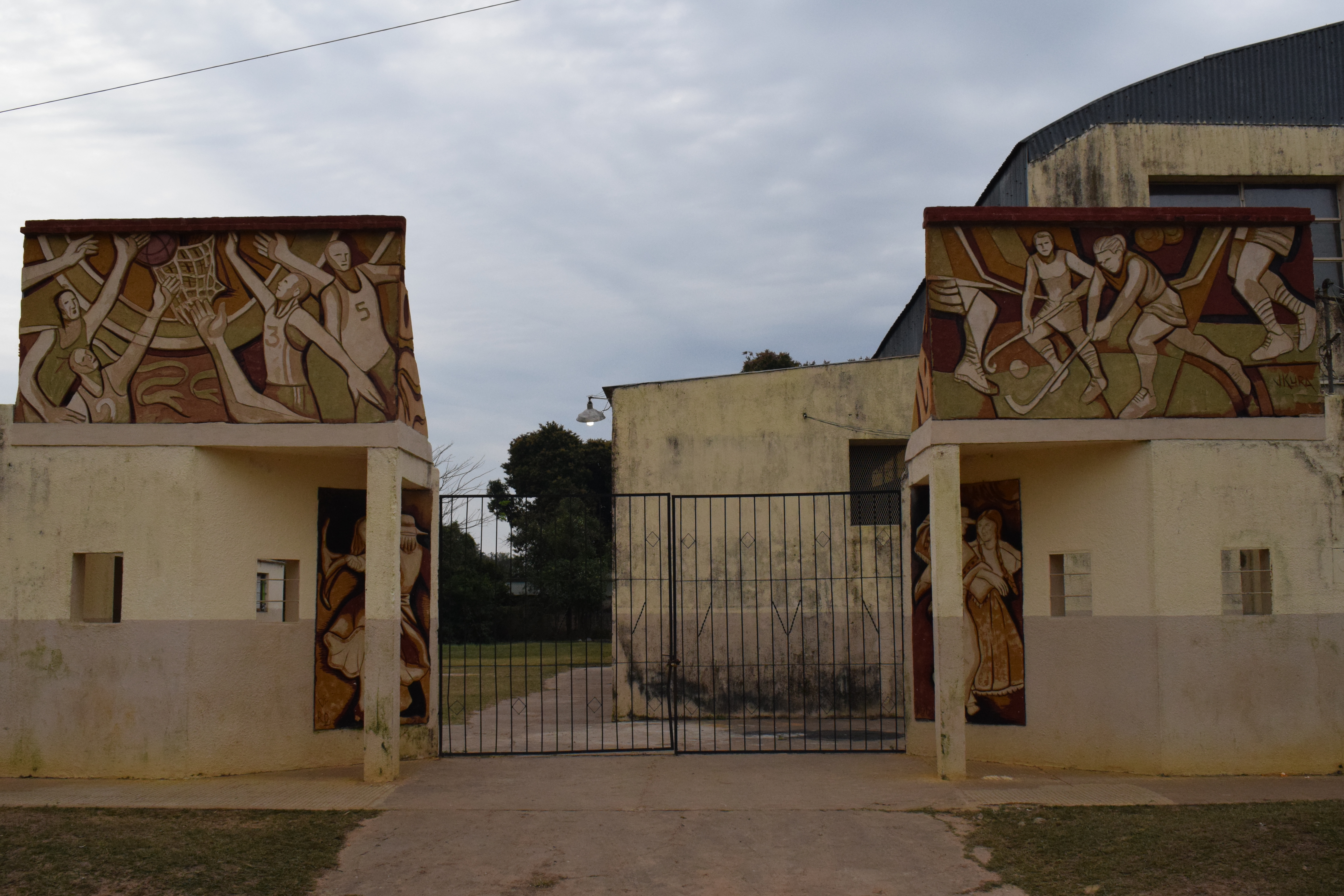
Complejo polideportivo "Felipe Martelotte".

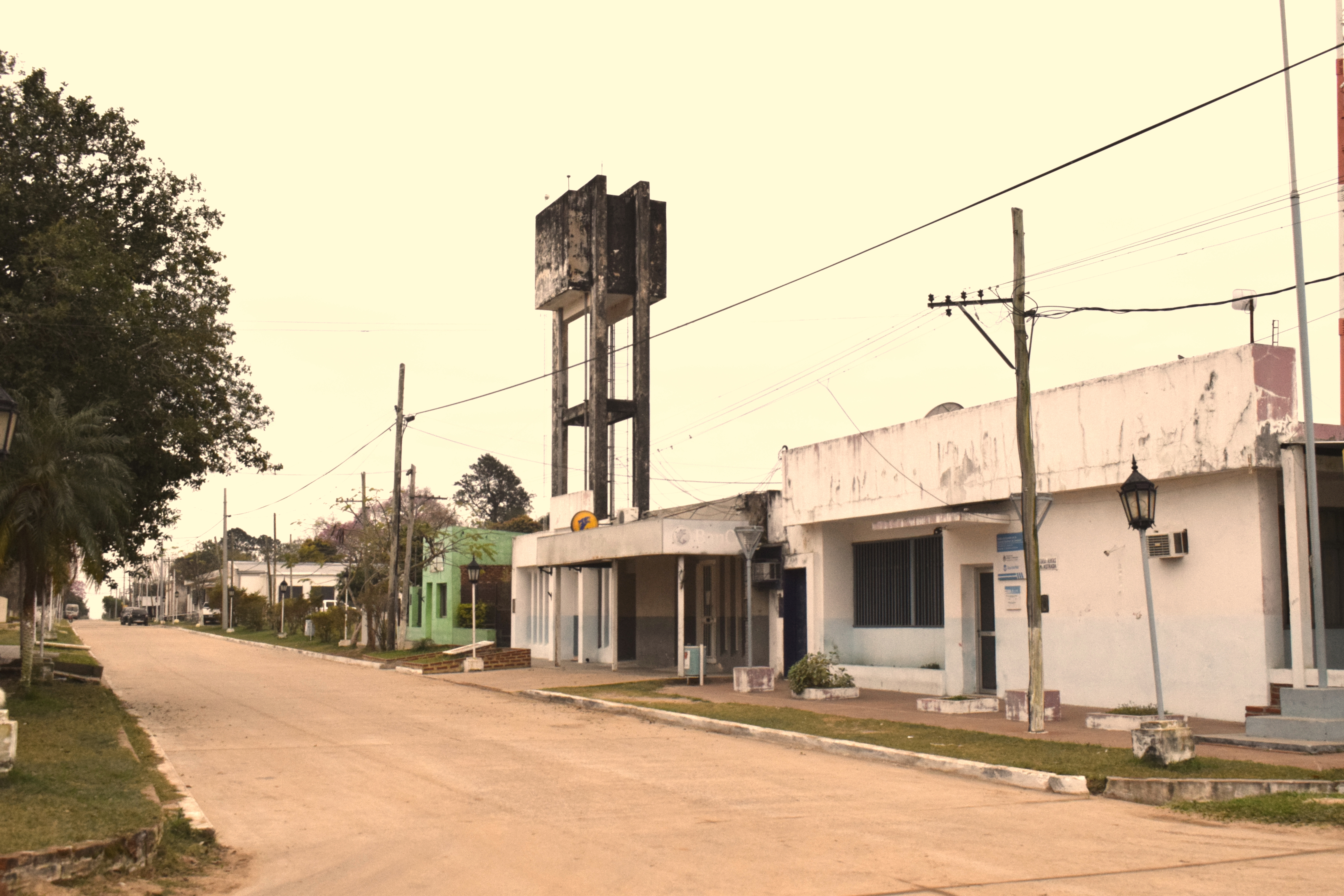
Instituciones de San Antonio de Itatí, de derecha a izquierda, Dirección General de Rentas, Banco de Corrientes, Municipalidad y Comisión Vecinal de Saneamiento.

| Gráfica de evolución demográfica de Berón de Astrada entre 1991 y 2010 |
|                                                                        |
| Fuente: censos nacionales del INDEC                                    |

## Parroquias de la Iglesia católica en Berón de Astrada

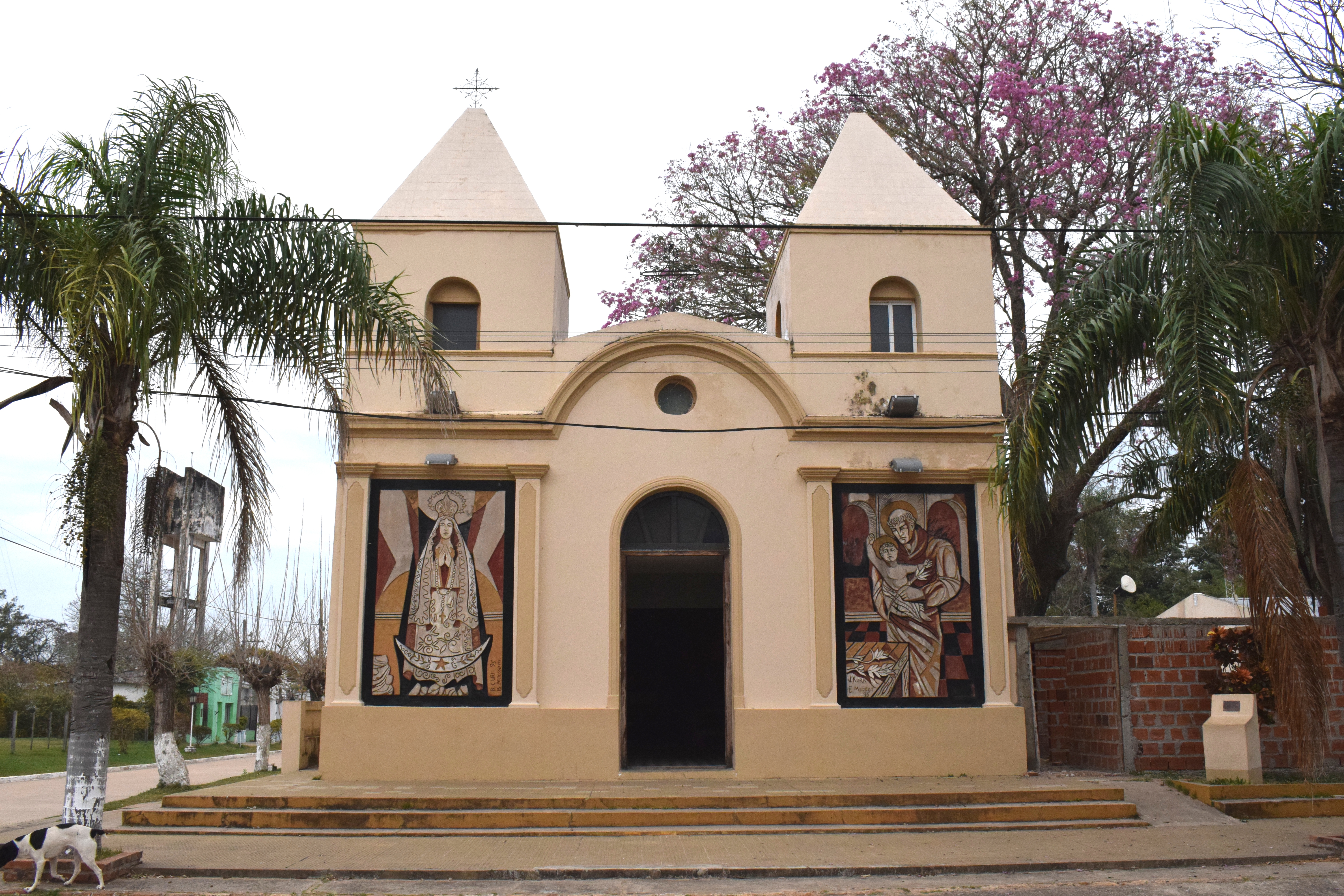
Iglesia San Antonio de Padua, en la ciudad de San Antonio de Itatí, cabecera del departamento Berón de Astrada.

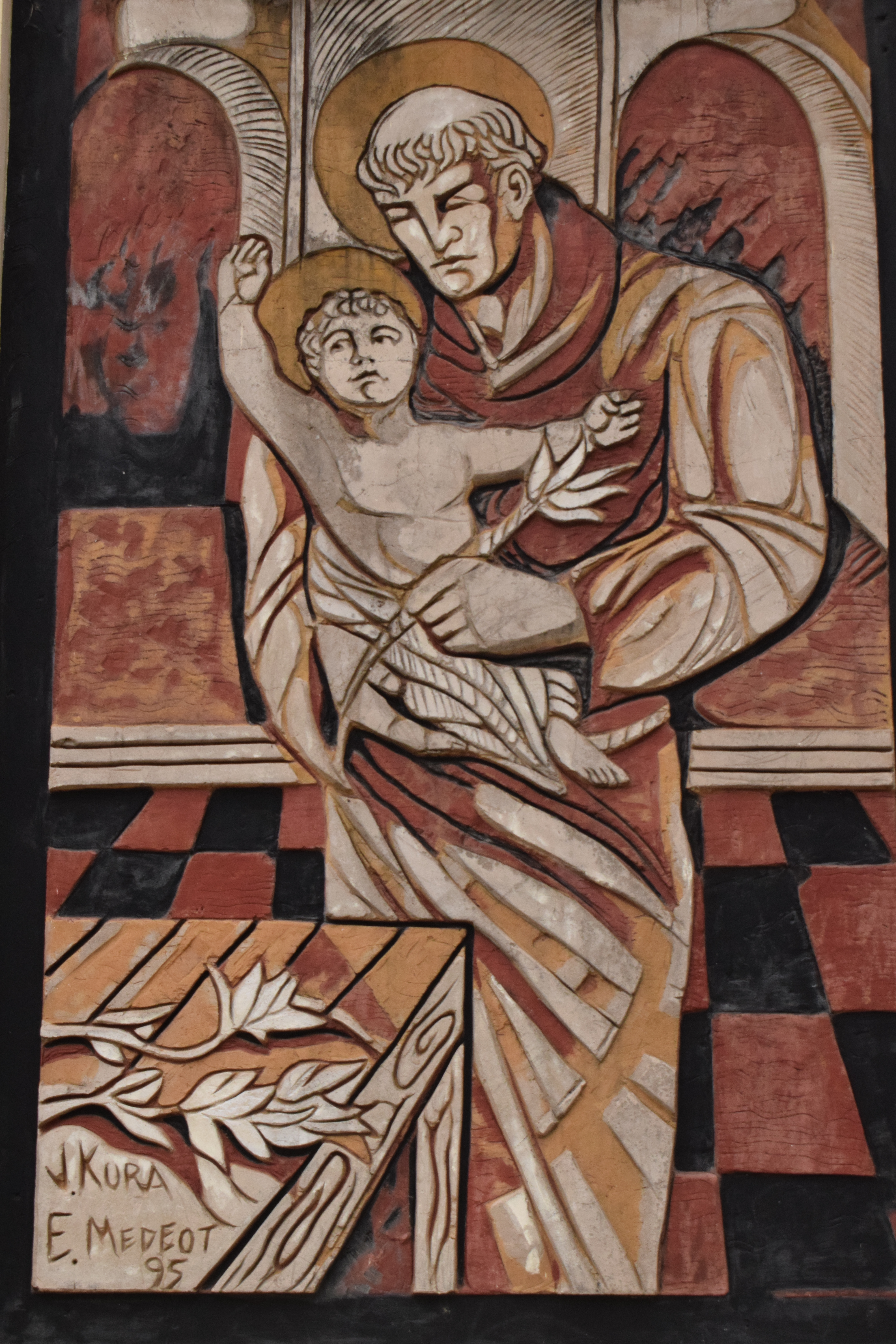
"San Antonio de Padua". Detalle de uno de los murales de la fachada de la iglesia San Antonio de Padua, en la ciudad de San Antonio de Itatí, cabecera del departamento de Berón de Astrada.

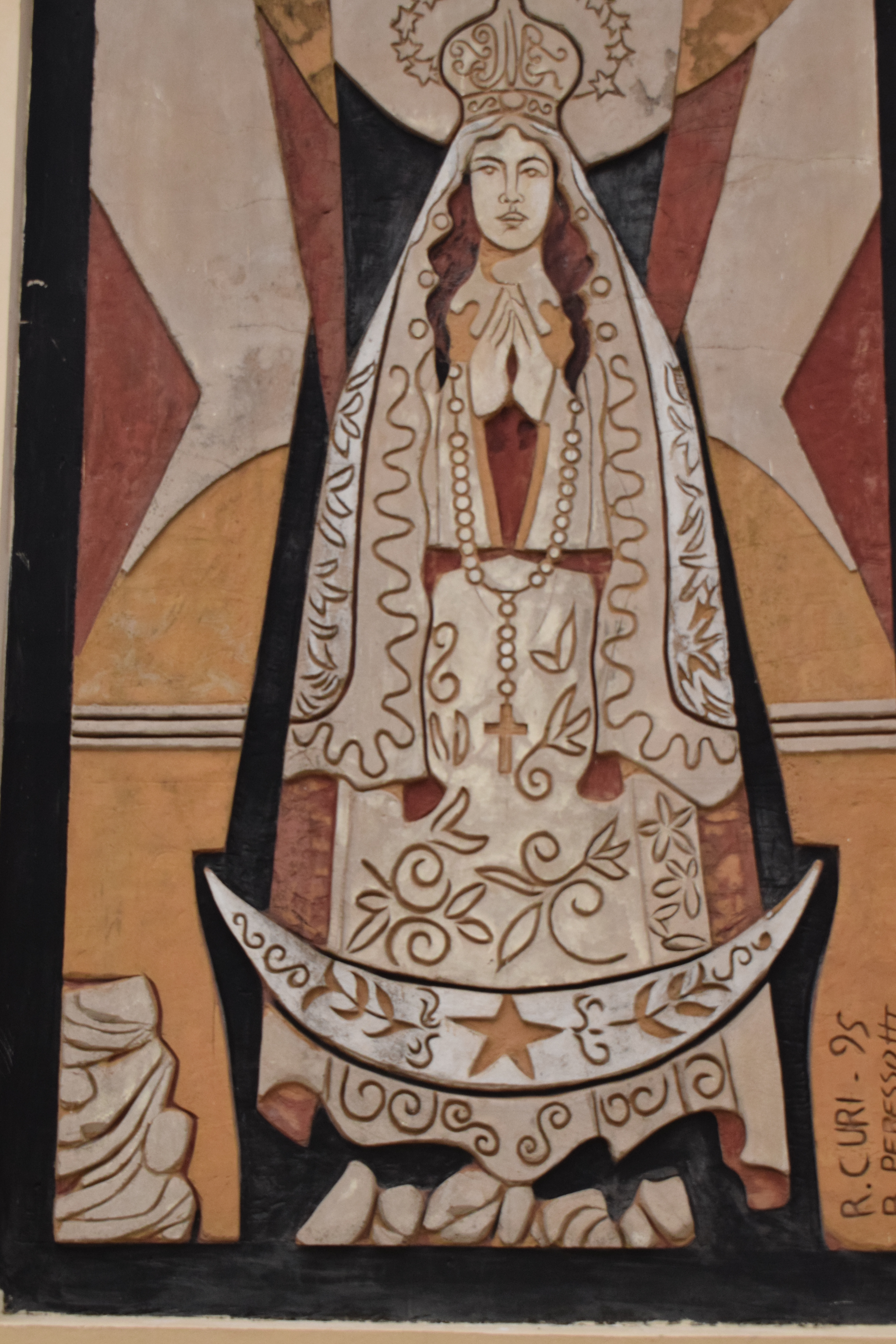
"Virgen de Itatí". Detalle de uno de los murales de la fachada de la iglesia San Antonio de Padua, en la ciudad de San Antonio de Itatí, cabecera del departamento de Berón de Astrada.

| Arquidiócesis | Corrientes           |
| ------------- | -------------------- |
| Parroquia     | San Antonio de Padua |

## El Poder Judicial en Berón de Astrada
En la provincia de Corrientes existen setenta y un municipios, de los cuales solamente veinticuatro tienen el privilegio de contar con un Juzgado de Paz: San Antonio de Itatí es uno de ellos. Si bien la institución funciona desde la década de 1960, el edificio actual fue inaugurado en el año 2011. Su sede es la ciudad de San Antonio de Itatí, pero su competencia territorial abarca todo el departamento de Berón de Astrada. 

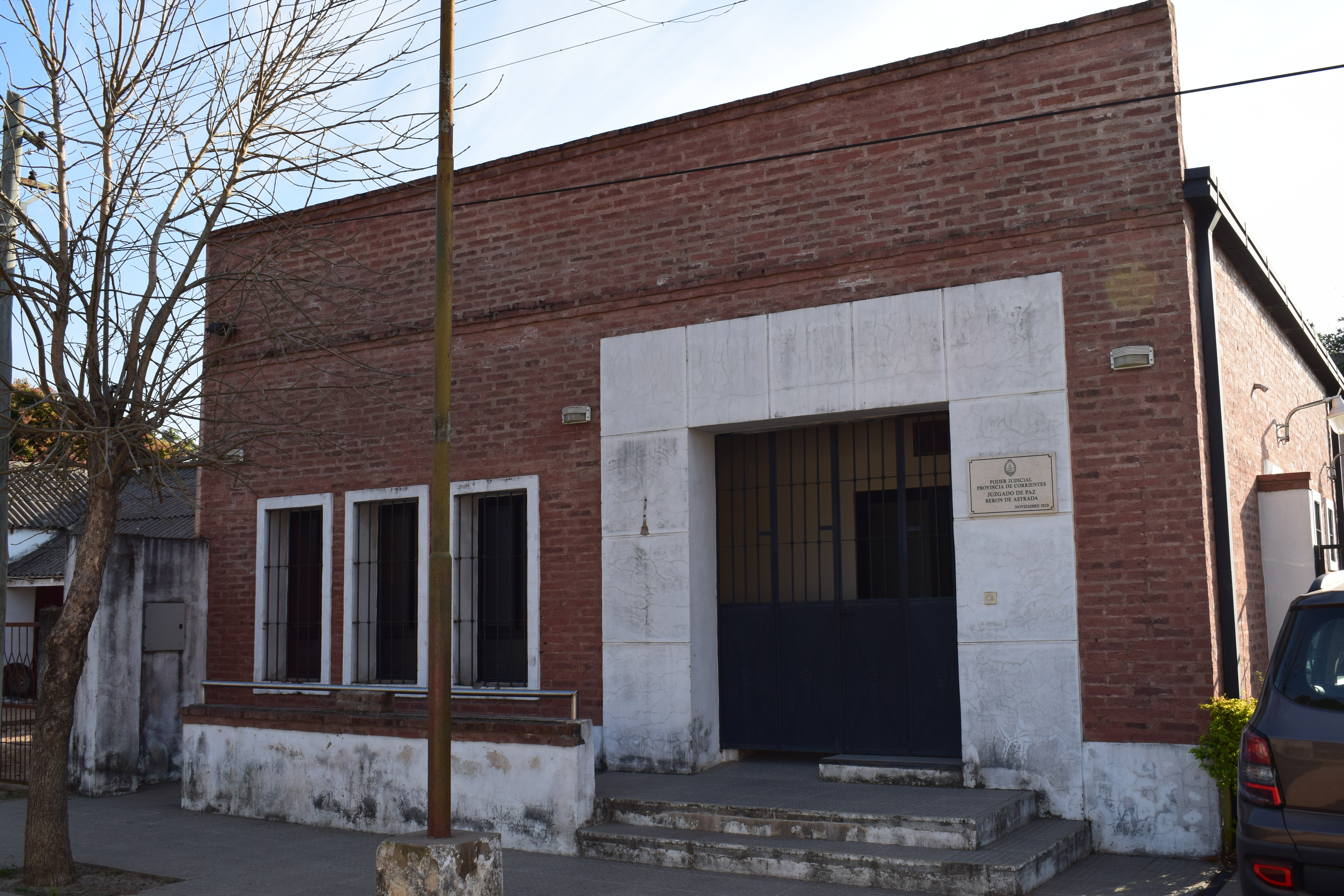
Juzgado de Paz del departamento de Berón de Astrada.